# Ausztrália a 2018. évi téli olimpiai játékokon
Ausztrália a dél-koreai Phjongcshangban megrendezett 2018. évi téli olimpiai játékok egyik részt vevő nemzete volt. Az országot az olimpián 10 sportágban 50 sportoló képviselte, akik összesen 3 érmet szereztek.

## Érmesek
| Érem  | Versenyző     | Sportág      | Versenyszám           |
| ----- | ------------- | ------------ | --------------------- |
| Ezüst | Matt Graham   | Síakrobatika | Férfi mogul           |
| Ezüst | Jarryd Hughes | Snowboard    | Férfi snowboard cross |
| Bronz | Scott James   | Snowboard    | Férfi halfpipe        |

## Alpesisí
Férfi
| Versenyző        | Versenyszám      | 1. futam      | 1. futam      | 2. futam | 2. futam | Összesítés | Összesítés |
| Versenyző        | Versenyszám      | Idő           | Hely.         | Idő      | Hely.    | Idő        | Helyezés   |
| ---------------- | ---------------- | ------------- | ------------- | -------- | -------- | ---------- | ---------- |
| Dominic Demschar | Óriás-műlesiklás | 1:13,21       | 37.           | 1:13,54  | 33.      | 2:26,75    | 33.        |
| Dominic Demschar | Műlesiklás       | nem ért célba | nem ért célba | kiesett  | kiesett  | kiesett    | kiesett    |
| Harry Laidlaw    | Óriás-műlesiklás | kizárták      | kizárták      | kiesett  | kiesett  | kiesett    | kiesett    |

Női
| Versenyző   | Versenyszám            | Idő     | Helyezés |
| ----------- | ---------------------- | ------- | -------- |
| Greta Small | Lesiklás               | 1:42,07 | 20.      |
| Greta Small | Szuperóriás-műlesiklás | 1:24,09 | 31.      |

| Versenyző   | Versenyszám | Lesiklás      | Lesiklás      | Műlesiklás | Műlesiklás | Összesítés | Összesítés |
| Versenyző   | Versenyszám | Idő           | Hely.         | Idő        | Hely.      | Idő        | Helyezés   |
| ----------- | ----------- | ------------- | ------------- | ---------- | ---------- | ---------- | ---------- |
| Greta Small | Összetett   | nem ért célba | nem ért célba | kiesett    | kiesett    | kiesett    | kiesett    |

## Bob
Férfi
| Versenyző                                          | Versenyszám | 1. futam | 1. futam | 2. futam | 2. futam | 3. futam | 3. futam | 4. futam | 4. futam | Összesítés | Összesítés |
| Versenyző                                          | Versenyszám | Idő      | Hely.    | Idő      | Hely.    | Idő      | Hely.    | Idő      | Hely.    | Idő        | Helyezés   |
| -------------------------------------------------- | ----------- | -------- | -------- | -------- | -------- | -------- | -------- | -------- | -------- | ---------- | ---------- |
| Lucas Mata* David Mari                             | Kettes      | 49,88    | 22.      | 50,04    | 21.      | 49,87    | 22.      | kiesett  | kiesett  | 2:29,79    | 22.        |
| Lucas Mata * David Mari Lachlan Reidy Hayden Smith | Négyes      | 49,72    | 22.      | 49,91    | 23.      | 50,07    | 27.      | kiesett  | kiesett  | 2:29,70    | 25.        |

* – a bob vezetője

## Gyorskorcsolya
Férfi
| Versenyző    | Versenyszám | Eredmény | Helyezés |
| ------------ | ----------- | -------- | -------- |
| Daniel Greig | 500 m       | 35,22    | 21.      |
| Daniel Greig | 1000 m      | 1:09,99  | 22.      |

## Műkorcsolya
| Versenyző                            | Versenyszám  | Rövid program | Rövid program | Kűr     | Kűr     | Összesítés | Összesítés |
| Versenyző                            | Versenyszám  | Pont          | Hely.         | Pont    | Hely.   | Pont       | Helyezés   |
| ------------------------------------ | ------------ | ------------- | ------------- | ------- | ------- | ---------- | ---------- |
| Brendan Kerry                        | Férfi egyéni | 83,06         | 16.           | 150,75  | 21.     | 233,81     | 20.        |
| Kailani Craine                       | Női egyéni   | 56,77         | 16.           | 111,84  | 16.     | 168,61     | 17.        |
| Katia Alexandrovskaya Harley Windsor | Páros        | 61,55         | 18.           | kiesett | kiesett | kiesett    | kiesett    |

## Rövidpályás gyorskorcsolya
Férfi
| Versenyző | Versenyszám | Előfutam | Előfutam | Negyeddöntő | Negyeddöntő | Elődöntő | Elődöntő | B döntő | B döntő | Döntő   | Döntő   | Helyezés |
| Versenyző | Versenyszám | Idő      | Hely.    | Idő         | Hely.       | Idő      | Hely.    | Idő     | Hely.   | Idő     | Hely.   | Helyezés |
| --------- | ----------- | -------- | -------- | ----------- | ----------- | -------- | -------- | ------- | ------- | ------- | ------- | -------- |
| Andy Jung | 500 m       | 1:03,137 | 3.       | kiesett     | kiesett     | kiesett  | kiesett  | kiesett | kiesett | kiesett | kiesett | 24.      |
| Andy Jung | 1500 m      | 2:16,995 | 4.       |             |             | 2:11,183 | 5.       | kiesett | kiesett | kiesett | kiesett | 16.      |

Női
| Versenyző      | Versenyszám | Előfutam | Előfutam | Negyeddöntő | Negyeddöntő | Elődöntő | Elődöntő | B döntő | B döntő | Döntő   | Döntő   | Helyezés |
| Versenyző      | Versenyszám | Idő      | Hely.    | Idő         | Hely.       | Idő      | Hely.    | Idő     | Hely.   | Idő     | Hely.   | Helyezés |
| -------------- | ----------- | -------- | -------- | ----------- | ----------- | -------- | -------- | ------- | ------- | ------- | ------- | -------- |
| Deanna Lockett | 1000 m      | kizárták | kizárták | kiesett     | kiesett     | kiesett  | kiesett  | kiesett | kiesett | kiesett | kiesett | –        |
| Deanna Lockett | 1500 m      | 2:28,996 | 2.       |             |             | 3:01,928 | 6.       | kiesett | kiesett | kiesett | kiesett | 15.      |

## Síakrobatika
Ugrás
| Versenyző      | Versenyszám | Selejtező  | Selejtező  | Selejtező  | Selejtező  | Döntő      | Döntő      | Döntő      | Döntő      | Döntő      | Helyezés |
| Versenyző      | Versenyszám | 1. forduló | 1. forduló | 2. forduló | 2. forduló | 1. forduló | 1. forduló | 2. forduló | 2. forduló | 3. forduló | Helyezés |
| Versenyző      | Versenyszám | Pont       | Hely.      | Pont       | Hely.      | Pont       | Hely.      | Pont       | Hely.      | Pont       | Helyezés |
| -------------- | ----------- | ---------- | ---------- | ---------- | ---------- | ---------- | ---------- | ---------- | ---------- | ---------- | -------- |
| David Morris   | Férfi       | 112,83     | 15.        | 124,89     | 2.         | 111,95     | 10.        | kiesett    | kiesett    | kiesett    | 10.      |
| Lydia Lassila  | Női         | 66,27      | 18.        | 63,45      | 14.        | kiesett    | kiesett    | kiesett    | kiesett    | kiesett    | 20.      |
| Laura Peel     | Női         | 64,86      | 19.        | 89,46      | 3.         | 85,05      | 9.         | 85,65      | 3.         | 55,34      | 5.       |
| Danielle Scott | Női         | 93,76      | 5.         | kiemelt    | kiemelt    | 57,01      | 12.        | kiesett    | kiesett    | kiesett    | 12.      |
| Samantha Wells | Női         | 54,28      | 22.        | 58,27      | 17.        | kiesett    | kiesett    | kiesett    | kiesett    | kiesett    | 23.      |

Mogul
| Versenyző            | Versenyszám | Selejtező  | Selejtező  | Selejtező  | Selejtező  | Selejtező  | Selejtező  | Selejtező  | Selejtező  | Döntő    | Döntő    | Döntő    | Döntő    | Döntő    | Döntő    | Döntő    | Döntő    | Döntő    | Döntő    | Döntő    | Helyezés |
| Versenyző            | Versenyszám | 1. futam   | 1. futam   | 1. futam   | 1. futam   | 2. futam   | 2. futam   | 2. futam   | 2. futam   | 1. futam | 1. futam | 1. futam | 1. futam | 2. futam | 2. futam | 2. futam | 2. futam | 3. futam | 3. futam | 3. futam | Helyezés |
| Versenyző            | Versenyszám | Idő        | Pont       | Össz.      | Hely.      | Idő        | Pont       | Össz.      | Hely.      | Idő      | Pont     | Össz.    | Hely.    | Idő      | Pont     | Össz.    | Hely.    | Idő      | Pont     | Össz.    | Helyezés |
| -------------------- | ----------- | ---------- | ---------- | ---------- | ---------- | ---------- | ---------- | ---------- | ---------- | -------- | -------- | -------- | -------- | -------- | -------- | -------- | -------- | -------- | -------- | -------- | -------- |
| Rohan Chapman-Davies | Férfi       | 26,07      | 60,34      | 73,96      | 17.        | 27,52      | 56,23      | 67,94      | 12.        | kiesett  | kiesett  | kiesett  | kiesett  | kiesett  | kiesett  | kiesett  | kiesett  | kiesett  | kiesett  | kiesett  | 22.      |
| Matt Graham          | Férfi       | 24,47      | 61,55      | 77,28      | 9.         | kiemelt    | kiemelt    | kiemelt    | kiemelt    | 24,89    | 66,21    | 81,39    | 2.       | 25,18    | 65,21    | 80,01    | 4.       | 24,85    | 67,34    | 82,57    |          |
| Brodie Summers       | Férfi       | nem indult | nem indult | nem indult | nem indult | nem indult | nem indult | nem indult | nem indult | kiesett  | kiesett  | kiesett  | kiesett  | kiesett  | kiesett  | kiesett  | kiesett  | kiesett  | kiesett  | kiesett  | –        |
| James Matheson       | Férfi       | 26,33      | 59,48      | 72,27      | 23.        | 27,44      | 62,79      | 74,61      | 10.        | 26,33    | 62,7     | 75,98    | 14.      | kiesett  | kiesett  | kiesett  | kiesett  | kiesett  | kiesett  | kiesett  | 14.      |
| Madii Himbury        | Női         | 31,45      | 56,42      | 69,49      | 15.        | 31,44      | 56,79      | 69,36      | 10.        | 31,03    | 55,16    | 68,19    | 20.      | kiesett  | kiesett  | kiesett  | kiesett  | kiesett  | kiesett  | kiesett  | 20.      |
| Jakara Anthony       | Női         | 30,52      | 55,88      | 69,49      | 14.        | 31,69      | 61,06      | 73,35      | 3.         | 30,46    | 63,14    | 76,81    | 4.       | 30,48    | 63,20    | 76,45    | 5.       | 30,94    | 62,22    | 75,35    | 4.       |
| Britteny Cox         | Női         | 28,94      | 61,39      | 76,78      | 7.         | kiemelt    | kiemelt    | kiemelt    | kiemelt    | 29,19    | 60,69    | 75,79    | 5.       | 28,99    | 62,95    | 78,28    | 2.       | 28,29    | 58,96    | 75,08    | 5.       |
| Claudia Gueli        | Női         | 31,17      | 55,81      | 68,68      | 17.        | 38,35      | 30,41      | 35,19      | 13.        | kiesett  | kiesett  | kiesett  | kiesett  | kiesett  | kiesett  | kiesett  | kiesett  | kiesett  | kiesett  | kiesett  | 23.      |

Krossz
| Versenyző        | Versenyszám | Selejtező | Selejtező | Nyolcaddöntő | Negyeddöntő | Elődöntő | Döntő       | Helyezés |
| Versenyző        | Versenyszám | Idő       | Hely.     | Helyezés     | Helyezés    | Helyezés | Helyezés    | Helyezés |
| ---------------- | ----------- | --------- | --------- | ------------ | ----------- | -------- | ----------- | -------- |
| Anton Grimus     | Férfi       | 1:40,80   | 30.       | 4.           | kiesett     | kiesett  | kiesett     | 30.      |
| Sami Kennedy-Sim | Női         | 1:14,97   | 9.        | 2.           | 1.          | 3.       | Kisdöntő 4. | 8.       |

Slopestyle
| Versenyző    | Versenyszám | Selejtező | Selejtező | Selejtező     | Selejtező | Döntő    | Döntő    | Döntő    | Döntő         | Döntő    |
| Versenyző    | Versenyszám | 1. futam  | 2. futam  | Jobb eredmény | Hely.     | 1. futam | 2. futam | 3. futam | Jobb eredmény | Helyezés |
| ------------ | ----------- | --------- | --------- | ------------- | --------- | -------- | -------- | -------- | ------------- | -------- |
| Russ Henshaw | Férfi       | 72,60     | 64,00     | 72,60         | 19.       | kiesett  | kiesett  | kiesett  | kiesett       | kiesett  |

## Sífutás
Távolsági
Férfi
| Versenyző          | Versenyszám | Klasszikus | Klasszikus | Szabad  | Szabad | Összesen  | Összesen |
| Versenyző          | Versenyszám | Idő        | Hely.      | Idő     | Hely.  | Idő       | Helyezés |
| ------------------ | ----------- | ---------- | ---------- | ------- | ------ | --------- | -------- |
| Phillip Bellingham | 15 km       |            |            |         |        | 38:36,2   | 73.      |
| Phillip Bellingham | 50 km       |            |            |         |        | 2:30:39,7 | 52.      |
| Callum Watson      | 15 km       |            |            |         |        | 37:53,9   | 66.      |
| Callum Watson      | 30 km       | 44:47,7    | 62.        | 39:56,0 | 58.    | 1:25:15,4 | 55.      |
| Callum Watson      | 50 km       |            |            |         |        | 2:33:28,6 | 54.      |

Női
| Versenyző        | Versenyszám | Klasszikus | Klasszikus | Szabad  | Szabad | Összesen  | Összesen |
| Versenyző        | Versenyszám | Idő        | Hely.      | Idő     | Hely.  | Idő       | Helyezés |
| ---------------- | ----------- | ---------- | ---------- | ------- | ------ | --------- | -------- |
| Barbara Jezeršek | 10 km       |            |            |         |        | 27:42,5   | 33.      |
| Barbara Jezeršek | 15 km       | 23:34,0    | 43.        | 20:33,6 | 28.    | 44:39,3   | 39.      |
| Aimee Watson     | 10 km       |            |            |         |        | 29:41,4   | 68.      |
| Jessica Yeaton   | 10 km       |            |            |         |        | 28:09,6   | 41.      |
| Jessica Yeaton   | 15 km       | 23:45,2    | 50.        | 21:20,1 | 47.    | 45:44,8   | 50.      |
| Jessica Yeaton   | 30 km       |            |            |         |        | 1:40,54,8 | 42.      |

Sprint
| Versenyző                        | Versenyszám         | Selejtező | Selejtező | Negyeddöntő | Negyeddöntő | Elődöntő | Elődöntő | Döntő   | Helyezés |
| Versenyző                        | Versenyszám         | Idő       | Hely.     | Idő         | Hely.       | Idő      | Hely.    | Idő     | Helyezés |
| -------------------------------- | ------------------- | --------- | --------- | ----------- | ----------- | -------- | -------- | ------- | -------- |
| Phillip Bellingham               | Férfi egyéni sprint | 3:31,54   | 62.       | kiesett     | kiesett     | kiesett  | kiesett  | kiesett | 62.      |
| Phillip Bellingham Callum Watson | Férfi csapatsprint  |           |           |             |             | 17:38,36 | 11.      | kiesett | 22.      |
| Aimee Watson                     | Női egyéni sprint   | 3:44,87   | 58.       | kiesett     | kiesett     | kiesett  | kiesett  | kiesett | 58.      |
| Casey Wright                     | Női egyéni sprint   | 3:49,80   | 63.       | kiesett     | kiesett     | kiesett  | kiesett  | kiesett | 63.      |
| Jessica Yeaton                   | Női egyéni sprint   | 3:33,01   | 48.       | kiesett     | kiesett     | kiesett  | kiesett  | kiesett | 48.      |
| Barbara Jezeršek Jessica Yeaton  | Női csapatsprint    |           |           |             |             | 17:20,38 | 6.       | kiesett | 12.      |

## Snowboard
Akrobatika
Férfi
| Versenyző        | Versenyszám | Selejtező | Selejtező | Selejtező     | Selejtező | Döntő    | Döntő    | Döntő    | Döntő         | Helyezés |
| Versenyző        | Versenyszám | 1. futam  | 2. futam  | Jobb eredmény | Hely.     | 1. futam | 2. futam | 3. futam | Jobb eredmény | Helyezés |
| ---------------- | ----------- | --------- | --------- | ------------- | --------- | -------- | -------- | -------- | ------------- | -------- |
| Kent Callister   | Halfpipe    | 66,75     | 77,00     | 77,00         | 12.       | 20,00    | 62,00    | 56,75    | 62,00         | 10.      |
| Scott James      | Halfpipe    | 89,00     | 96,75     | 96,75         | 2.        | 92,00    | 81,75    | 40,25    | 92,00         |          |
| Nathan Johnstone | Halfpipe    | 62,25     | 10,25     | 62,25         | 22.       | kiesett  | kiesett  | kiesett  | kiesett       | 22.      |

Női
| Versenyző      | Versenyszám | Selejtező | Selejtező | Selejtező     | Selejtező | Döntő    | Döntő    | Döntő    | Döntő         | Helyezés |
| Versenyző      | Versenyszám | 1. futam  | 2. futam  | Jobb eredmény | Hely.     | 1. futam | 2. futam | 3. futam | Jobb eredmény | Helyezés |
| -------------- | ----------- | --------- | --------- | ------------- | --------- | -------- | -------- | -------- | ------------- | -------- |
| Emily Arthur   | Halfpipe    | 30,25     | 66,50     | 66,50         | 8.        | 48,25    | 9,25     | 25,00    | 48,25         | 11.      |
| Holly Crawford | Halfpipe    | 57,50     | 20,00     | 57,50         | 13.       | kiesett  | kiesett  | kiesett  | kiesett       | 13.      |
| Jessica Rich   | Big air     | 73,50     | 74,25     | 74,25         | 13.       | kiesett  | kiesett  | kiesett  | kiesett       | 13.      |

Tess Coady is a csapat tagja volt, de a verseny előtt megsérült.
Snowboard cross
| Versenyző       | Versenyszám | Selejtező | Selejtező | Selejtező | Selejtező | Selejtező     | Selejtező | Nyolcaddöntő | Negyeddöntő | Elődöntő      | Döntő       | Helyezés |
| Versenyző       | Versenyszám | 1. futam  | 1. futam  | 2. futam  | 2. futam  | Jobb eredmény | Kiemelés  | Nyolcaddöntő | Negyeddöntő | Elődöntő      | Döntő       | Helyezés |
| Versenyző       | Versenyszám | Idő       | Hely.     | Idő       | Hely.     | Jobb eredmény | Kiemelés  | Helyezés     | Helyezés    | Helyezés      | Helyezés    | Helyezés |
| --------------- | ----------- | --------- | --------- | --------- | --------- | ------------- | --------- | ------------ | ----------- | ------------- | ----------- | -------- |
| Cam Bolton      | Férfi       | 1:14,35   | 12.       | kiemelt   | kiemelt   | 1:14,35       | 12.       | 2.           | 3.          | 4.            | Kisdöntő 4. | 10.      |
| Jarryd Hughes   | Férfi       | 1:15,69   | 28.       | 1:13,73   | 1.        | 1:13,73       | 25.       | 1.           | 2.          | 2.            | 2.          |          |
| Adam Lambert    | Férfi       | 1:14,94   | 22.       | kiemelt   | kiemelt   | 1:14,94       | 22.       | 4.           | kiesett     | kiesett       | kiesett     | 29.      |
| Alex Pullin     | Férfi       | 1:14,76   | 20.       | kiemelt   | kiemelt   | 1:14,76       | 20.       | 2.           | 2.          | 1.            | 6.          | 6.       |
| Belle Brockhoff | Női         | 1:20,34   | 10.       | kiemelt   | kiemelt   | 1:20,34       | 10.       |              | 3.          | nem ért célba | Kisdöntő 5. | 11.      |

## Szánkó
| Versenyző          | Versenyszám | 1. futam | 1. futam | 2. futam | 2. futam | 3. futam | 3. futam | 4. futam | 4. futam | Összesítés | Összesítés |
| Versenyző          | Versenyszám | Idő      | Hely.    | Idő      | Hely.    | Idő      | Hely.    | Idő      | Hely.    | Idő        | Helyezés   |
| ------------------ | ----------- | -------- | -------- | -------- | -------- | -------- | -------- | -------- | -------- | ---------- | ---------- |
| Alexander Ferlazzo | Férfi egyes | 48,073   | 16.      | 48,587   | 27.      | 49,351   | 36.      | kiesett  | kiesett  | 2:26,011   | 28.        |

## Szkeleton
| Versenyző        | Versenyszám | 1. futam | 1. futam | 2. futam | 2. futam | 3. futam | 3. futam | 4. futam | 4. futam | Összesítés | Összesítés |
| Versenyző        | Versenyszám | Idő      | Hely.    | Idő      | Hely.    | Idő      | Hely.    | Idő      | Hely.    | Idő        | Helyezés   |
| ---------------- | ----------- | -------- | -------- | -------- | -------- | -------- | -------- | -------- | -------- | ---------- | ---------- |
| John Farrow      | Férfi       | 51,64    | 21.      | 51,31    | 18.      | 51,40    | 20.      | 51,53    | 16.      | 3:25,88    | 19.        |
| Jaclyn Narracott | Női         | 52,53    | 15.      | 52,76    | 16.      | 52,62    | 17.      | 52,82    | 17.      | 3:30,73    | 16.        |